# TNA World Championship
Die TNA World Championship ist ein Wrestling-World-Titel der US-amerikanischen Promotion Total Nonstop Action Wrestling (TNA). Eingeführt am 13. Mai 2007, nachdem TNA die Rechte für die NWA World Heavyweight Championship entzogen worden sind, wird der Titel nur an männliche Einzelwrestler vergeben. Wie im Wrestling allgemein üblich erfolgt die Vergabe nach einer zuvor bestimmten Storyline. Der aktuelle Titelträger in seiner ersten Regentschaft ist Trick Williams.

## Geschichte
Die NWA Meisterschaft wurde ab der Gründung von TNA im Mai 2002 als höchste Meisterschaft der Liga geführt. Da jedoch die Titelverteidigungen in den NWA-Territorien, also außerhalb von TNA-Shows, im Laufe der Zeit immer seltener wurden, entschloss sich die National Wrestling Alliance, den auslaufenden Vertrag mit TNA im Mai 2007 nicht mehr zu verlängern. Die Zusammenarbeit mit der NWA endete am 13. Mai 2007, dem Tag des PPV Sacrifice, und noch am selben Tag wurde dem damaligen Titelträger Christian Cage vom NWA-Komitee der Titel aberkannt.
TNA präsentierte einen Tag später die neu geschaffene TNA World Heavyweight Championship mit Kurt Angle als erstem Titelträger nach seinem Sieg bei Sacrifice, doch der Titel wurde am selben Abend für vakant erklärt. Seitdem stellt dieser Titel den höchsten Einzeltitel der Liga dar.
Bei den Tapings zu Impact am 8. November 2010, welche am 12. November erstmals im Fernsehen ausgestrahlt werden, wurde ein neuer Titelgürtel von Hulk Hogan eingeführt, passend zum neuen Champion der Gruppierung Immortal, Jeff Hardy.
Am 17. März 2011 präsentierte der World Heavyweight Champion Sting einen neuen Titelgürtel. Dieser wurde am 18. Oktober 2012 von Jeff Hardy durch eine modifizierte Version des Immortal-Gürtels ersetzt.

## Liste der Titelträger
| #  | Titelträger       | Nr. | Tage | Datum              | Ort                      | Veranstaltung                      | Anmerkung |
| -- | ----------------- | --- | ---- | ------------------ | ------------------------ | ---------------------------------- | --- |
| 1  | Kurt Angle        | 1   | 1    | 13. Mai 2007       | Orlando, FL              | Sacrifice                          | Angle besiegte NWA World Heavyweight Champion Christian Cage und Sting in einem Triple-Threat-Match und wurde somit der erste Titelträger, nachdem NWA Exekutivdirektor Robert Trobich am gleichen Tag Christian Cage den NWA World Heavyweight Championship aberkannt und die Geschäftsbeziehungen mit TNA beendete hatte. |
| —  | Titel vakant      | —   | —    | 14. Mai 2007       | Orlando, FL              | Impact!                            | Auf Grund des kontroversen Endes des vorherigen Titelkampfes, indem Angle Sting zur Aufgabe zwang, während dieser gleichzeitig Cage zum Sieg pinnte und Angle die Halle als Champion verließ, erklärte Jim Cornette den Titel für vakant. Ausgestrahlt am 17. Mai 2007.                                                     |
| 2  | Kurt Angle        | 2   | 119  | 17. Juni 2007      | Nashville, TN            | Slammiversary                      | Am 17. Juni 2007 besiegte Angle in einem King of the Mountain-Match Samoa Joe, A.J. Styles, Christian Cage und Chris Harris und gewann somit den vakanten Titel. |
| 3  | Sting             | 1   | 2    | 14. Oktober 2007   | Duluth, GA               | Bound for Glory                    | |
| 4  | Kurt Angle        | 3   | 180  | 16. Oktober 2007   | Orlando, FL              | Impact!                            | Ausgestrahlt am 25. Oktober 2007. |
| 5  | Samoa Joe         | 1   | 182  | 13. April 2008     | Lowell, MA               | Lockdown                           | Dies war ein Six Sides of Steel-Match. Hätte Samoa Joe das Match verloren, hätte er vom Wrestling zurücktreten müssen. |
| 6  | Sting             | 2   | 189  | 12. Oktober 2008   | Hoffman Estates, IL      | Bound for Glory IV                 | |
| 7  | Mick Foley        | 1   | 63   | 19. April 2009     | Philadelphia, PA         | Lockdown                           | Dies war ein Six Sides of Steel-Match. |
| 8  | Kurt Angle        | 4   | 91   | 21. Juni 2009      | Auburn Hills, MI         | Slammiversary                      | Angle gewann ein King of the Mountain-Match gegen Mick Foley, Jeff Jarrett, AJ Styles und Samoa Joe. |
| 9  | AJ Styles         | 1   | 211  | 20. September 2009 | Orlando, FL              | No Surrender                       | Besiegte Kurt Angle, Sting, Matt Morgan und Hernandez in einem Five-Way-Match. |
| 10 | Rob Van Dam       | 1   | 113  | 19. April 2010     | Orlando, FL              | Impact!                            | |
| —  | Titel vakant      | —   | —    | 10. August 2010    | Orlando, FL              | Impact!                            | Der Titel wurde vakant erklärt, da Rob Van Dam in einer Storyline von Abyss verletzt wurde. Ausgestrahlt am 19. August 2010. |
| 11 | Jeff Hardy        | 1   | 92   | 10. Oktober 2010   | Daytona Beach, FL        | Bound for Glory                    | Hardy besiegte Kurt Angle und Mr. Anderson in einem Three Way-Turnierfinale, um den vakanten Titel zu gewinnen. |
| 12 | Mr. Anderson      | 1   | 36   | 9. Januar 2011     | Orlando, FL              | Genesis                            | |
| 13 | Jeff Hardy        | 2   | 12   | 13. Februar 2011   | Orlando, FL              | Against all Odds                   | Dies war ein Ladder-Match. |
| 14 | Sting             | 3   | 108  | 24. Februar 2011   | Fayetteville, NC         | Impact!                            | Ausgestrahlt am 3. März 2011 |
| 15 | Mr. Anderson      | 2   | 29   | 12. Juni 2011      | Orlando, FL              | Slammiversary IX                   | |
| 16 | Sting             | 4   | 28   | 11. Juli 2011      | Orlando, FL              | Impact Wrestling                   | Ausgestrahlt am 14. Juli 2011 |
| 17 | Kurt Angle        | 5   | 72   | 7. August 2011     | Orlando, FL              | Hardcore Justice                   | |
| 18 | James Storm       | 1   | 8    | 18. Oktober 2011   | Orlando, FL              | Impact Wrestling                   | Ausgestrahlt am 20. Oktober 2011 |
| 19 | Bobby Roode       | 1   | 256  | 26. Oktober 2011   | Macon, GA                | Impact Wrestling                   | Ausgestrahlt am 3. November 2011 |
| 20 | Austin Aries      | 1   | 98   | 8. Juli 2012       | Orlando, FL              | Destination X                      | |
| 21 | Jeff Hardy        | 3   | 147  | 14. Oktober 2012   | Phoenix, AZ              | Bound for Glory                    | |
| 22 | Bully Ray         | 1   | 130  | 10. März 2013      | San Antonio, TX          | Lockdown                           | Dies war ein Cage-Match. |
| 23 | Chris Sabin       | 1   | 28   | 18. Juli 2013      | Louisville, KY           | Impact Wrestling: Destination X    | |
| 24 | Bully Ray         | 2   | 66   | 15. August 2013    | Norfolk, VA              | Impact Wrestling: Hardcore Justice | Dies war ein Cage-Match. |
| 25 | AJ Styles         | 2   | 9    | 20. Oktober 2013   | San Diego, CA            | Bound for Glory                    | Dies war ein No Disqualification-Match. |
| —  | Titel vakant      | —   | —    | 29. Oktober 2013   |                          | Impact Wrestling                   | Nachdem Styles erklärte, dass er TNA mit dem Titel verlassen will, wurde der Titel von Dixie Carter für vakant erklärt. |
| 26 | Magnus            | 1   | 128  | 3. Dezember 2013   | Orlando, FL              | Impact Wrestling: Final Resolution | Gewann ein Dixieland-Match (Käfig/Leiter-Match) gegen Jeff Hardy um den vakanten Titel. Ausgestrahlt am 19. Dezember 2013. Bei den Tapings zum 9. Januar 2014 besiegte er AJ Styles zur Vereinigung mit dessen TNA World Heavyweight Championship.                                                                          |
| 27 | Eric Young        | 1   | 70   | 10. April 2014     | Orlando, FL              | Impact Wrestling                   | |
| 28 | Lashley           | 1   | 91   | 19. Juni 2014      | Bethlehem, PA            | Impact Wrestling                   | |
| 29 | Bobby Roode       | 2   | 111  | 18. September 2014 | Bethlehem, PA            | Impact Wrestling                   | Kurt Angle agierte als Special Guest Referee. Ausgestrahlt am 29. Oktober 2014 |
| 30 | Lashley           | 2   | 24   | 7. Januar 2015     | New York, NY             | Impact Wrestling                   | |
| 31 | Kurt Angle        | 6   | 145  | 31. Januar 2015    | London, ENG              | Impact Wrestling                   | |
| 32 | Ethan Carter III  | 1   | 101  | 25. Juni 2015      | Orlando, FL              | Impact Wrestling                   | |
| 33 | Matt Hardy        | 1   | 2    | 4. Oktober 2015    | Charlotte, NC            | Bound for Glory                    | Dies war ein Three Way Dance Match, an dem auch Drew Galloway beteiligt war und Jeff Hardy als Guest Referee fungierte. |
| —  | Titel vakant      | —   | —    | 6. Oktober 2015    | —                        | —                                  | Der amtierende Titelträger Matt Hardy erklärte den Titel im Zuge einer Storyline für vakant. |
| 34 | Ethan Carter III  | 2   | 3    | 5. Januar 2016     | Bethlehem, PN            | Impact Wrestling                   | Besiegte Matt Hardy im Turnierfinale um den vakanten Titel. |
| 35 | Matt Hardy        | 2   | 67   | 8. Januar 2016     | Bethlehem, PN            | Impact Wrestling                   | Besiegte Ethan Carter III in einem Last Man Standing Match, in dem auch Hardys Karriere auf dem Spiel stand. |
| 36 | Drew Galloway     | 1   | 89   | 15. März 2016      | Orlando, FL              | Impact Wrestling                   | Besiegte Matt Hardy, nachdem er als erster Wrestler erfolgreich seinen Feast-or-Fired-Koffer einlöste. |
| 37 | Lashley           | 3   | 113  | 12. Juni 2016      | Orlando, FL              | Slammiversary                      | Dies war ein Submision-Match. |
| 38 | Eddie Edwards     | 1   | 97   | 3. Oktober 2016    | Orlando, FL              | Impact Wrestling                   | Ausstrahlung am 6. Oktober 2016. |
| 39 | Lashley           | 4   | 175  | 8. Januar 2017     | Orlando, FL              | Impact: Genesis                    | Dies war ein 30-Minuten Iron Man-Match. Ausstrahlung am 26. Januar 2017. Am 2. März 2017 benannte sich Total Nonstop Action Wrestling in Impact Wrestling um. |
| 40 | Alberto El Patrón | 1   | 43   | 2. Juli 2017       | Orlando, FL              | Slammiversary XV                   | Am 2. Juli 2017 vereinigte Alberto El Patrón vereinigte den TNA World Heavyweight und GFW Global Championship. |
| —  | Titel vakant      | —   | —    | 14. August 2017    |                          |                                    | Der Titel wurde für vakant erklärt da Alberto El Patrón suspendiert wurde. |
| 41 | Eli Drake         | 1   | 146  | 17. August 2017    | Orlando, FL              | Impact!                            | Dies war ein 20-Man Gauntlet-Match. Ausstrahlung am 24. August 2017. |
| 42 | Austin Aries      | 2   | 102  | 8. Januar 2017     | Orlando, FL              | Impact!                            | Ausstrahlung am 1. Februar 2018. |
| 43 | Pentagón Jr.      | 1   | 2    | 22. April 2018     | Orlando, FL              | Redemption                         | Dies war ein Triple Threat-Match, in dem auch Fénix involviert war. |
| 44 | Austin Aries      | 3   | 173  | 24. April 2018     | Orlando, FL              | Impact! Under Pressure             | Ausgestrahlt am 31. Mai 2018. Auf der Slammiversary XVI Pressekonferenz am 4. Juni 2018 vereinigte Austin Aries die Impact World Championship und die Impact Grand Championship. |
| 45 | Johnny Impact     | 1   | 196  | 14. Oktober 2018   | Astoria, NY              | Bound for Glory                    | |
| 46 | Brian Cage        | 1   | 180  | 28. April 2019     | Toronto, ON              | Rebellion                          | |
| 47 | Sami Callihan     | 1   | 79   | 25. Oktober 2019   | Windsor, ON              | Impact!                            | |
| 48 | Tessa Blanchard   | 1   | 165  | 12. Januar 2020    | Dallas, TX               | Hard to Kill                       | Tessa Blanchard gewann als erste Frau den Titel. |
| —  | Titel vakant      | —   | —    | 25. Juni 2020      |                          |                                    | Der Titel wurde für vakant, nachdem Blanchard auf Grund der Covid-19-Pandemie und den damit verbundenen Reiserestriktionen an einigen Tapings nicht teilnehmen konnte. Anschließend wurde ihr Vertrag aufgelöst und der Titel wurde ihr aberkannt.                                                                          |
| 49 | Eddie Edwards     | 2   | 28   | 18. Juli 2020      | Nashville, TN            | Slammiversary                      | Gewann ein Fünf-Mann-Elimantions-Match gegen Ace Austin, Trey, Rich Swann und Eric Young. |
| 50 | Eric Young        | 2   | 70   | 15. August 2020    | Nashville, TN            | Impact!                            | Die Ausgabe wurde am 1. September 2020 ausgestrahlt. |
| 51 | Rich Swann        | 1   | 183  | 24. Oktober 2020   | Nashville, TN            | Bound for Glory                    | |
| 52 | Kenny Omega       | 1   | 110  | 25. April 2021     | Nashville, TN            | Rebellion                          | Hielt während seiner Titelregentschaft zugleich den AEW World Championship und den AAA World Heavyweight Titel. |
| 53 | Christian Cage    | 1   | 71   | 13. August 2021    | Pittsburgh, PA           | AEW Rampage                        | Gewann den Titel von Kenny Omega in der Debütausgabe von AEW Rampage. Kenny Omega bleibt jedoch weiterhin AEW World Champion sowie AAA World Heavyweight Champion. |
| 54 | Josh Alexander    | 1   | <1   | 23. Oktober 2021   | Sunrise Manor, NV        | Bound for Glory                    | |
| 55 | Moose             | 1   | 182  | 23. Oktober 2021   | Sunrise Manor, NV        | Bound for Glory                    | Moose löste nach Alexanders Titelgewinn sein Call Your Shot-Titelmatch ein. |
| 56 | Josh Alexander    | 2   | 335  | 23. April 2022     | Poughkeepsie, New York   | Rebellion                          | [ 3 ] |
| —  | Titel vakant      | —   | —    | 24. März 2023      | Windsor, Ontario         | Impact!                            | Der Titel wurde für vakant, weil sich Josh eine Verletzung zuzog. Ausgestrahlt am 6. April 2023. |
| 57 | Steve Maclin      | 1   | 54   | 16. April 2023     | Las Vegas, NV            | Rebellion                          | Besiegte Kushida. |
| 58 | Alex Shelley      | 1   | 218  | 9. Juni 2023       | Columbus, Ohio           | Against All Odds                   | Im Januar 2024 benannte sich Impact Wrestling wieder in Total Nonstop Action Wrestling um. |
| 59 | Moose             | 2   | 189  | 13. Januar 2024    | Paradise, Nevada         | Hard To Kill                       | Löste sein Feast-Or-Fired-World-Title Koffer ein. |
| 60 | Nic Nemeth        | 1   | 183  | 20. Juli 2024      | Montreal, Quebec, Kanada | Slammiversary                      | Besiegte Josh Alexander, Steve Maclin, Joe Hendry und Frankie Kazarian in einem Six-Way-Elimination-Match. |
| 61 | Joe Hendry        | 1   | 126  | 19. Januar 2025    | Garland, Texas           | Genesis                            | |
| 62 | Trick Williams    | 1   | 36+  | 25. Mai 2025       | Tampa, Florida           | WWE Battleground                   | Titelwechsel bei einer WWE-Veranstaltung. |

## Regentschaften – absolut

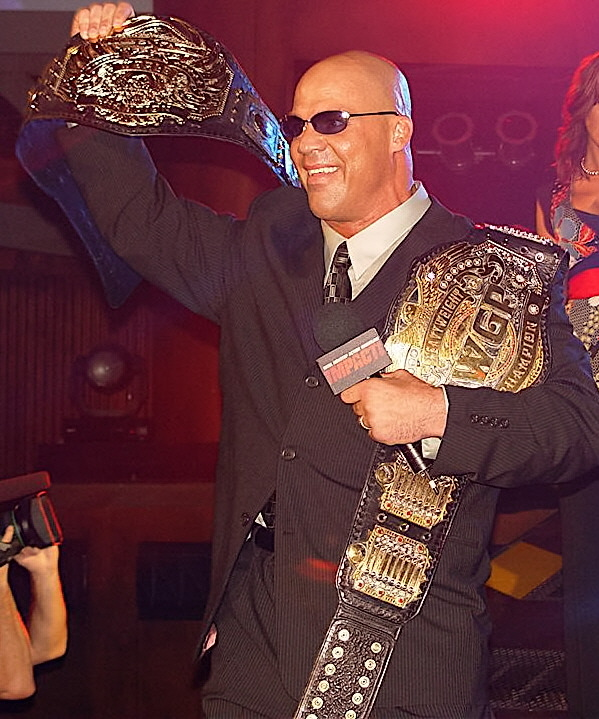
Kurt Angle ist der erste Titelträger und hielt den Titel sechsmal für insgesamt 608 Tage

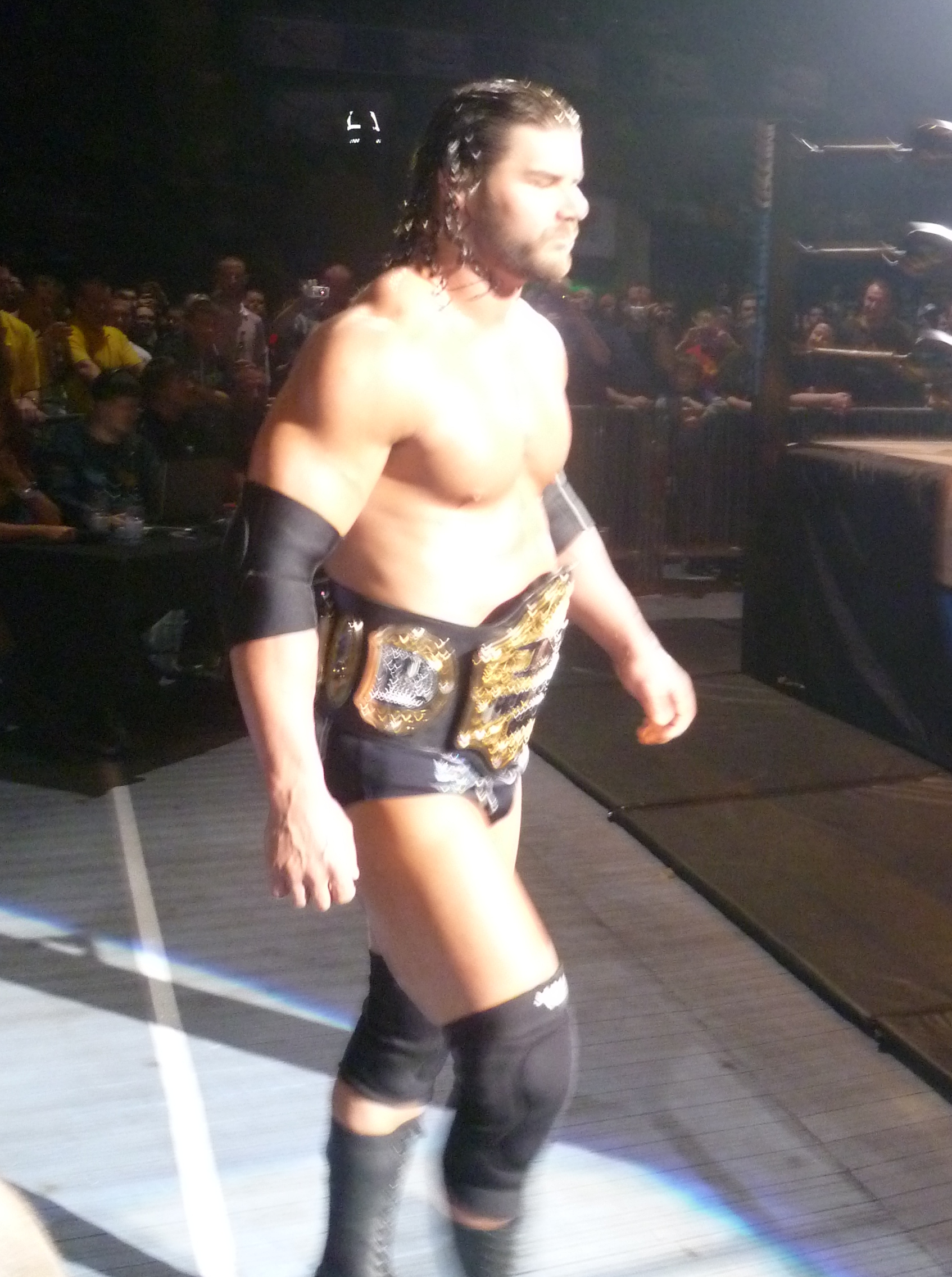
Bobby Roode hielt den Titel zweimal für insgesamt 367 Tage

| #  | Titelträger       | Nr. | Tage |
| -- | ----------------- | --- | ---- |
| 1  | Kurt Angle        | 6   | 608  |
| 2  | Lashley           | 4   | 403  |
| 3  | Austin Aries      | 3   | 373  |
| 4  | Moose             | 2   | 371  |
| 5  | Bobby Roode       | 2   | 367  |
| 6  | Josh Alexander    | 1   | 335  |
| 7  | Sting             | 4   | 326  |
| 8  | Jeff Hardy        | 3   | 249  |
| 9  | AJ Styles         | 2   | 220  |
| 10 | Alex Shelley      | 1   | 218  |
| 11 | Bully Ray         | 2   | 196  |
| 11 | Johnny Impact     | 1   | 196  |
| 13 | Rich Swann        | 1   | 183  |
| 13 | Nic Nemeth        | 1   | 183  |
| 15 | Samoa Joe         | 1   | 182  |
| 16 | Brian Cage        | 1   | 180  |
| 17 | Tessa Blanchard   | 1   | 165  |
| 18 | Eli Drake         | 1   | 146  |
| 19 | Eric Young        | 2   | 140  |
| 20 | Magnus            | 1   | 128  |
| 21 | Joe Hendry        | 1   | 126  |
| 22 | Eddie Edwards     | 2   | 125  |
| 23 | Rob Van Dam       | 1   | 113  |
| 24 | Kenny Omega       | 1   | 110  |
| 25 | Ethan Carter III  | 2   | 104  |
| 26 | Drew Galloway     | 1   | 89   |
| 27 | Sami Callihan     | 1   | 79   |
| 28 | Christian Cage    | 1   | 71   |
| 29 | Matt Hardy        | 2   | 69   |
| 31 | Mr. Anderson      | 2   | 64   |
| 32 | Mick Foley        | 1   | 63   |
| 33 | Steve Maclin      | 1   | 54   |
| 34 | Alberto El Patrón | 1   | 43   |
| 35 | Chris Sabin       | 1   | 28   |
| 36 | James Storm       | 1   | 8    |
| 37 | Trick Williams    | 1   | 36+  |
| 36 | Pentagón Jr.      | 1   | 2    |